# رباط أهنغ
رباط أهنغ هو رباط تاريخي يعود إلى عصر القاجاريون والدولة البهلوية، ويقع في أهنغ.